# Ásmundur Sveinsson

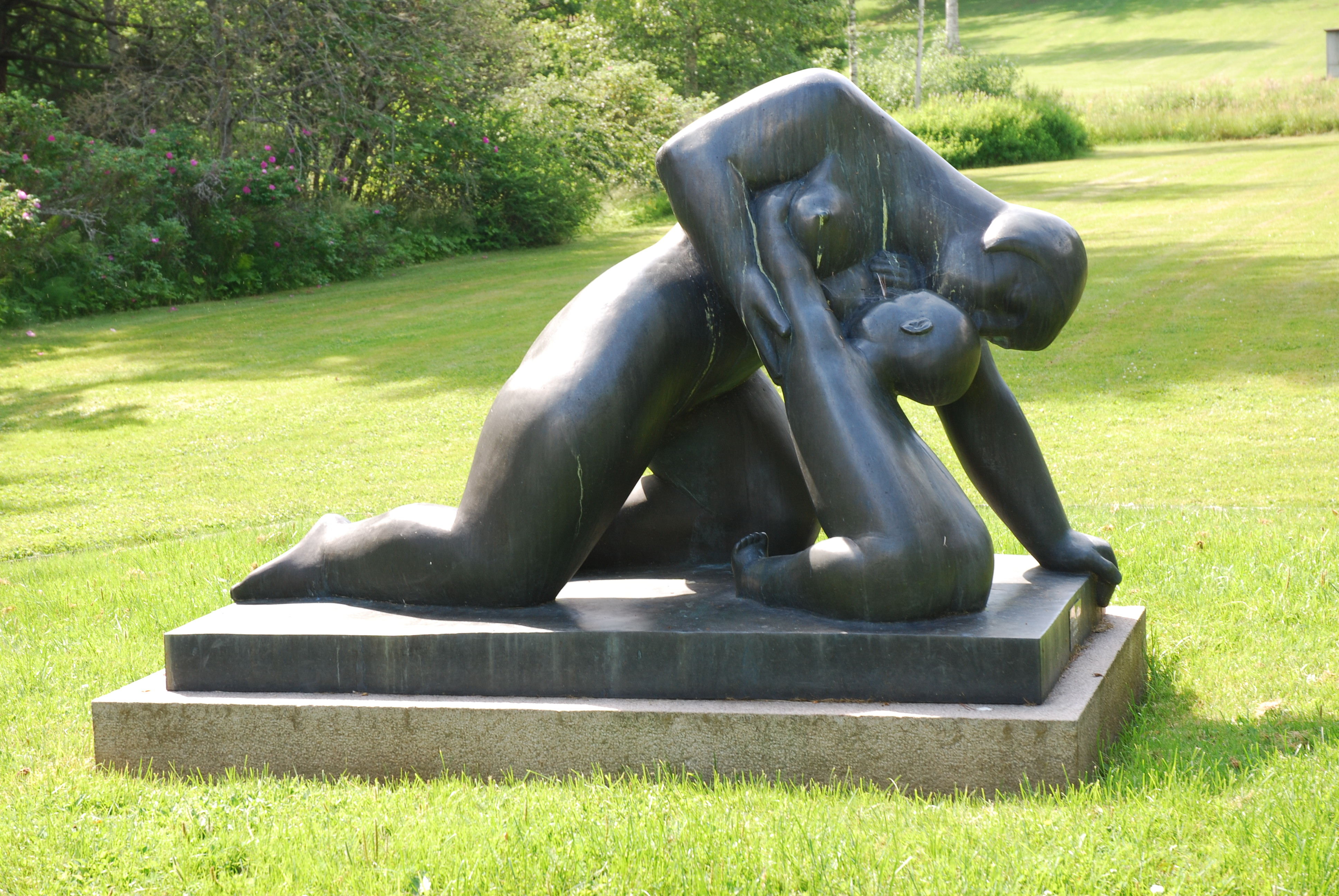
Moder jord i Rottneros Park

Ásmundur Sveinsson, född 20 maj 1893 i Kolstðöum, Miðdölum socken, Island, död 9 december 1982 i Reykjavik, var en isländsk skulptör.

## Biografi
Ásmundur Sveinsson var son till bonden Svein Finsson och Helga Eysteinsdottir och gift första gången 1924 med Gunnfríður Jónsdóttir och andra gången från 1949 med Ingrid Håkansson. Efter studier för Ríkarður Jónsson vid den tekniska skolan i Reykjavik fortsatte han sina studier vid tekniska skolan i Köpenhamn. Sveinsson kom till Stockholm 1920 där han studerade för Carl Milles vid Kungliga konsthögskolan 1920–1926 och bland hans tidigare arbeten vid skolan märks verket Najad som belönades med en silvermedalj. Efter avslutade studier i Stockholm flyttade han 1926 till Paris där han studerade för Charles Despiau. Under sin tid i Frankrike kom han under inflytande av den kubistiska skulpturen och den monumentala plastiken som de yngre franska skulptörerna arbetade med innan han återvände till Island 1929 och började skapa skulpturer i en efter hand allt mer abstrakt stil. Skulpturerna har ofta människan i arbete som tema. Från 1949 övergick han till att hämta sina impulser och motiv från den isländska folksagans dunkla tidevarv. Separat ställde han ut ett flertal gånger i Reykjavik och han medverkade i ett stort antal samlingsutställningar i Sverige och utomlands. Bland hans offentliga arbeten märks en rad utsmyckningar i metall för offentliga byggnader i Reykjavik. Han konst består av rundskulpturer och reliefer utförda i trä, metall och terrakotta. Sveinsson är representerad vid Statens Museum for Kunst i Reykjavik och med skulpturen Moder Jord vid Rottneros skulpturpark i Värmland. Huset Kúluna från 1942–1950 i Bauhaus-stil i Laugardalur i Reykjavík, där Sveinsson tidigare bodde och arbetade, är sedan 1983 ett museum under namnet Ásmundarsafn. 

## Verk i urval
- Moder jord (1936), brons, Rottneros Park, Rottneros, Sverige
- Trollkonan (1948)
- Huvudet som gisslan (1948, baserat på en dikt av Egil Skallagrimsson, som denne skrev för att slippa få huvudet avhugget
- Ritten i sjön (1944), med motiv från Snorre Sturlassons Edda
- Sæmundur och sälen, framför Islands universitets huvudbyggnad i Reykjavík
- Sonartorrek, brons, Mýrum, nära Borgarnes, Island (namnet refererar till en dikt av Egil Skallagrimsson, som handlar om Egil med sin döda son i sina armar)